# Ga Cầu Hai
Ga Cầu Hai là một nhà ga xe lửa tại xã Lộc Trì, huyện Phú Lộc, thành phố Huế. Nhà ga là một trên tuyến đường sắt Bắc Nam tiếp nối sau ga Truồi và trước ga Thừa Lưu. Lý trình ga: Km 729 + 400.